# Интеръективация
Интеръективация (от лат. interjectio — междометие) ― переход слов в разряд междометий. Интеръективация является одним из видов общеязыкового процесса транспозиции, в основе которого лежит семантическое и функциональное тождество языковых единиц. При интеръективации слова теряют свои грамматические свойства, а также лексическое значение, обозначая эмоции и волеизъявления.

## Примеры частей речи, подвергаемых интеръективации
- Существительные: караул, право, ужас, батюшки, глупости, беда и др.
- Местоимения: то-то же и др.
- Глаголы: поди, помилуй и др.
- Наречия: полно, куда и др.
- Союзы: пока и др.
- Модальные слова: однако и др.
- Частицы: о, а и др.
- Фразеологические обороты: чёрт возьми, вот оно что, вот те раз, ещё что и др.

## Примеры предложений с интеръективацией
- Раздался пронзительный, умоляющий вопль… - Братцы, что это? Братцы, оставьте! Караул!
- – Безобразие! – ворчал про себя Ворчун.
- Только, чур, не подглядывать!
- О, если бы ты знал!

## Особенности
В разряд междометий могут перейти не только существительные, местоимения, глаголы и наречия, но и частицы с предлогами.
Явление интеръективации наблюдаемо только в определенном контексте.

## См.также
- Партикуляция
- Придикативация
- Модализация